# Paratellurite
La paratellurite è un minerale.